# ZAD du Carnet
La ZAD du Carnet est une zone à défendre située au Carnet, sur la rive gauche de l'estuaire de la Loire, près de la commune de Frossay, en France. Créée en août 2020, elle a pour but d'empêcher un projet d'aménagement du Grand port maritime de Nantes-Saint-Nazaire. La ZAD du Carnet est démantelée le 23 mars 2021.

## Contexte
Le Carnet est aussi appelé l'île du Carnet en raison de sa séparation du continent au nord par la Loire, et au sud par le bras du Migron, un ancien bras de Loire remblayé illégalement entre 1977 et 1993. En 1981, le site de 395 hectares est étudié pour accueillir un projet de centrale nucléaire, aboutissant à la réalisation d'un décret permettant des expropriations sur le site en 1988 et prolongé par un autre décret en 1993. En 1997, de fortes mobilisations populaires compromettent le projet nucléaire et le site est laissé l'abandon. Pendant plusieurs décennies, il n'accueillera qu'un port à sec et un prototype d'éolienne en mer, le reste de la zone retournant à l'état sauvage.
Le Carnet est aujourd'hui constitué d'une mosaïque d'habitats variés qui abrite des centaines d'espèces animales et végétales, dont de nombreuses espèces protégées. C’est également l’un des derniers couloirs migratoires de la région.
Le site appartient en grande partie au Grand port maritime, qui annonce en 2019 vouloir y installer un parc industriel « dédié aux écotechnologies marines ». Ce projet s'étendrait sur une surface de 110 hectares, dont 51 hectares de zones humides. Il fait partie d'un ensemble de projets industriels dits « clés en main », présentés par Emmanuel Macron lors du sommet Choose France à Versailles en janvier 2020. Initialement au nombre de douze, le nombre de ces projets atteint 78 en août 2020. Pour ces sites industriels, l'État français garantit un raccourcissement des délais : trois mois pour l'obtention du permis de construire et neuf mois pour les autorisations environnementales. 
Les projets « clés en main » sont largement critiqués par les associations et militants écologistes, car ils permettent selon eux de passer outre certaines procédures de protection de l'environnement. Pour Chloé Gerbier, juriste au sein de l'association Notre Affaire à Tous, les sites « clés en main » représentent une régression du droit de l'environnement au niveau de celui des années 70[source insuffisante].

## Historique

### Début de l'occupation
Fin 2019, des habitants des environs découvrent l'existence du projet et se mobilisent pour informer la population locale.  
Le 29 et 30 août 2020, un weekend de mobilisation contre « le carnage au Carnet » est organisé par le Collectif Stop Carnet en vue « d'implanter la résistance ». Au programme de ce rendez-vous sont prévus balades, pique-niques et concerts. Extinction Rebellion Nantes et Alternatiba Nantes participent également à l'événement. La manifestation qui a lieu le dimanche 30 août rassemble 1 500 personnes décidées à stopper le projet. Arrivés à l'entrée principale du site, c'est avec surprise que les manifestants découvrent que des boues d'épuration ont été épandues sur le chemin du cortège. Le lendemain, plusieurs groupes de caméras illégales filmant en continu sont retrouvées par les zadistes aux abords de l'entrée de du site, camouflées par des troncs et des rochers factices. L'examen des images enregistrées révèlent la complicité de la gendarmerie dans l'épandage des boues.
Dans la nuit du dimanche 30 au lundi 31 août, des barricades en bois sont montées sur les points d'accès au site pour empêcher la venue des bulldozers. C'est le début d'une ZAD contre le projet du Grand port maritime. Mardi 1er septembre au soir, la présidente du Conseil régional des Pays de la Loire Christelle Morançais, s'élève contre l'occupation du Carnet : « J'ai immédiatement alerté le préfet : nous ne pouvons tolérer qu'une nouvelle zone de non-droit s'installe dans la région. Nous ne laisserons pas des groupuscules extrémistes empêcher qu'un projet qui porte une dimension écologique, économique et sociale aussi bénéfique pour le territoire puisse se réaliser. Nous ne laisserons pas se reproduire les erreurs du passé ! » Didier Martin, alors préfet de Loire-Atlantique depuis une semaine, déclare ne pas être « au courant du dossier du Carnet à ce stade » mais n'exclut pas d'aller se « rendre compte de la situation sur place ». Quant à Philippe Grosvalet, président du département de Loire-Atlantique, il demande des précisions sur le projet au Grand port maritime, afin de ne pas retomber dans « les errements du passé ».
Dans la foulée, EELV demande au Grand port maritime de stopper le projet et « d'envisager en priorité ses nouveaux projets sur les friches industrielles existantes ou futures ». Les organisations environnementales France Nature Environnement, Bretagne vivante et la Ligue pour la protection des oiseaux (LPO), pointées du doigt par les zadistes pour leur complicité avec le Grand port maritime, réaffirment « leur opposition à toute destruction des espaces naturels dans l'estuaire de la Loire ».
La jeune ZAD prend petit à petit ses marques, malgré la surveillance policière et les « restrictions de liberté » dénoncées par les habitants du secteur,. Le lundi 14 septembre au matin, l'un des deux points de blocage est démantelé par les services municipaux de la ville de Frossay, sous la surveillance de la gendarmerie. Cette barricade était à l'abandon depuis plusieurs jours, les zadistes, peu inquiétés, lui préférant un point plus en amont à l'intérieur du site. Le lendemain, le maire de Frossay Sylvain Scherer rapporte que les élus locaux demandent l'évacuation de la ZAD.
Le jeudi 17 septembre, l'association Notre affaire à tous dépose un recours contre les sites dits « clés en main », parmi eux le projet du Carnet. L'association relève que « l'étude d'impact « faune et flore » et l'enquête publique sur le site sont effectuées (…) alors que le projet est à ce moment encore très flou, voir inexistant. » Un nouveau recours concernant spécifiquement l'illégalité des travaux sur le site du Carnet sera déposé le jeudi 18 février 2021,.

### Moratoire d'un an
Mercredi 4 novembre 2020, le Grand port maritime annonce retarder d'un an les travaux sur le site pour compléter les études faunistiques et floristiques, suivant la recommandation du Conseil scientifique régional du patrimoine naturel (CSRPN) de la région Pays de la Loire. D'après le CSRPN, le dossier d'aménagement est incomplet car « la plupart des analyses s'appuient sur des données récoltées il y a plus de dix ans ». Le Grand port maritime estime que cette actualisation des données « devrait durer plus d'une année afin de couvrir un cycle naturel complet. »
C'est une première victoire pour la ZAD du Carnet, qui n'entend pas évacuer les lieux avant que le projet ne soit définitivement abandonné. Du côté des élus, des tensions se créent entre les élus locaux favorables au projet industriel, à l'instar du maire de Saint-Viaud, Roch Chéraud, et des élus plus dubitatifs comme la maire de Nantes Johanna Rolland (PS)[réf. nécessaire]. Interrogé au Sénat sur l'évacuation de la ZAD par la sénatrice de Loire-Atlantique Laurence Garnier, le ministre délégué chargé du transport Jean-Baptiste Djebbari déclare que le gouvernement « appelle au respect du moratoire afin que les freins et les doutes sur le projet soient levés. » Selon la préfecture, la demande d'évacuation de la ZAD doit venir du Grand port maritime, jusqu'alors resté silencieux.

### Tensions entre zadistes et locaux
Dans la nuit du 19 au 20 décembre, des personnes s'introduisent dans le port à sec de Frossay et taguent plusieurs bateaux des mots « Carnet Sauvage », « Résistance », et « Sabotage ». Ce port à sec se situe à proximité du lieu de l'ancienne barricade évacuée en septembre, sur le site du Carnet. Personne n'est interpellé mais une enquête est ouverte.
À la suite de cette dégradation, les maires des six communes de Sud-estuaire (Saint-Brevin, Corsept, Paimbœuf, Saint-Viaud, Frossay et Saint-Père-en-Retz) somment le préfet d'intervenir pour évacuer la ZAD, les tags laissant selon eux « peu de doute sur les auteurs des faits »,. Dans un autre courrier adressé au Grand port maritime, ils s'étonnent que ce dernier n'ait toujours pas porté plainte contre l'occupation de leur site.
Le 26 décembre, la ZAD du Carnet répond aux maires des six communes dans un communiqué relayé par le Collectif Stop Carnet.
Dans la nuit du samedi 30 au dimanche 31 janvier, des riverains tentent de mettre le feu à un camion garé près d'une barricade, alors qu'une personne dort à l'intérieur. Un peu plus tard dans la soirée, deux zadistes sont passés à tabac à coups de barre de fer.

### Expulsion
Le 19 janvier 2021, les communes de Frossay et de Saint-Viaud, ainsi que la société Les Portes de l'Atlantique, propriétaire du port à sec de Frossay, saisissent le tribunal administratif de Nantes afin de faire pression sur le préfet pour expulser la ZAD. Durant l'audience qui a lieu le 4 février, les maires demandent au préfet de « prendre les mesures qui s'imposent » pour que « l'état de droit soit rétabli »,. Le mardi 9 février, Philippe Grosvalet rejoint l'action de l'intercommunalité au tribunal administratif en lançant une procédure pour libérer la départementale permettant l'accès au site, bloquée par les zadistes.
Dans un communiqué envoyé aux rédaction locales, le Collectif Stop Carnet s'insurgent contre les « mensonges » et « calomnies » dont est victime la ZAD du Carnet, une « manœuvre orchestrée pour discréditer [leur] combat écologique et politique ». Plusieurs journaux avaient en effet relayé que les huissiers venus constater l'occupation de la départementale le 10 février auraient été victimes de menaces de jets de pierres. Le collectif dénonce également l'hypocrisie consistant à saisir la justice pour libérer une portion de route qui est « un cul-de-sac menant au portail érigé par le Grand Port pour empêcher l'accès au site du Carnet. »
Mardi 16 février 2021, l'un des huissiers venus constater l'occupation une semaine plus tôt revient pour notifier aux militants l'ordonnance d'expulsion du tribunal. Le 23 mars, la ZAD du Carnet est expulsée. Le même jour, le Grand port maritime annonce qu'il n'y a « plus de projet d’aménagement ou de construction » mais souhaite « la remise en état du site, des accès, ainsi que la réalisation d’inventaires faunistiques et floristiques »,.

## Débats concernant le projet

### Création d'emplois et capitalisme vert
L'un des principaux arguments avancés par les porteurs du projet est le nombre d'emplois qu'il pourrait générer : 1 200 emplois directs et 1 000 emplois induits selon le Grand port maritime,. C'est également l'argument phare du collectif « Carnet : un port, des emplois ». Selon les mots de la présidente de la région Christelle Morançais, le projet illustre « une écologie de la croissance qui innove, qui développe les énergies renouvelables et qui crée les emplois de demain ».
Le Collectif Stop Carnet est plus dubitatif concernant la création d'emplois dans le secteur des nouvelles énergies renouvelables, dénonçant des « fausses solutions, court-termistes ». Le collectif émet une critique radicale de la production d'« énergie verte » : selon lui les énergies renouvelables ne remplaceront pas l'offre en énergie fossile et nucléaire, elles aggraveront le problème de dépendance aux terres rares et il n'y aura pas de « garanties à long terme sur l'exigence verte des entreprises qui s'installeront ».
Les zadistes s'opposent de manière générale au capitalisme vert, et à tout projet industriel écocidaire verdi par le développement d'énergies dites « renouvelables ». D'autre part, les zadistes promouvant un projet de société qui s’affranchirait des rapports marchands et du travail salarié, ils sont peu sensibles à l'argument de la création d'emploi (voir Mouvement autonome).

### Le choix du site et l'artificialisation de nouvelles terres
Douze sites avaient été pressentis pour le projet d'aménagement, notamment des sites déjà artificialisés appartenant au Grand port maritime. Le Grand port maritime a justifié son choix par le fait qu'il s'agit du seul site proposant un aussi grand espace d'un seul tenant. Pour la ZAD du Carnet, l'intérêt d'avoir un espace aussi grand n'était pas justifié car « aucune entreprise liée aux énergies renouvelables ne s'est positionnée sur le site lors de l'appel à projet européen (lancé en automne 2019 et clôturé en décembre 2019) ».

### Les mesures compensatoires
Pour compenser la destruction de zones humides par le projet d'aménagement, l'étude d'impact présente onze mesures compensatoires pour « recréer des milieux humides détruits et donner un meilleur intérêt écologique à certaines zones déjà humides ». Fin 2019, la LPO, France Nature Environnement et Bretagne Vivante assurent que « l’aspect environnemental a bien été pris en compte pour bâtir ce projet ».
Ces mesures compensatoires sont jugées trop timides par les zadistes, qui dénoncent également l’absence de compensation pour les potentielles « pollutions de l'air, de l'eau, sonore et lumineuse ». Certaines de ces mesures compensatoires sont même jugées dangereuses pour l'environnement, comme l'élimination d'espèces invasives par des bulldozers. Pour les zadistes, les machines employées ne détruisent pas uniquement les plantes en question mais tout un écosystème, fragilisant au passage les berges alors plus vulnérables à l'érosion fluviale.

### Les risques de submersion
Les risques de submersion ont été évalués lors de l'étude d'impact. Selon la ZAD du Carnet, les projections de ces risques doivent être réévalués à la hausse, en prenant en compte des événements exceptionnels de plus en plus courants dans un contexte de dérèglement climatique. Selon l'avis de l'Autorité environnementale, le risque de submersion est « un fort handicap du site », qui « n'est pas envisagé dans l'analyse du choix des variantes ». Pour pallier ce risque de submersion, le Grand port maritime prévoit 500 000 m3 de remblais répartis sur les 110 hectares prévus pour le projet.

## Devenir du site
Durant les trois premiers mois qui suivent l'expulsion, les gendarmes surveillent le site pour éviter que les zadistes ne s'y réinstallent. L'entrée du site est bloquée par des rochers.
Dans les semaines qui suivent l'expulsion, les militants réaffirment leur volonté de continuer la lutte tant que le projet n'est pas définitivement enterré. Le 5 et 6 juin 2021, un weekend festif est organisé à Frossay. Durant la manifestation du 6 juin, un manifestant est violemment interpellé et placé en garde à vue pour « menace de commettre un crime ou un délit contre les personnes ou les biens proférée à l’encontre d’une personne dépositaire de l’autorité publique ».
Le 23 juillet 2021, le Grand port maritime publie un appel d'offres pour la mise à jour des inventaires écologiques sur le site du Carnet, un marché estimé à 70 000 euros. Cet inventaire devrait durer un an, à la suite de quoi le projet pourrait être relancé.
Le prototype d'éolienne, ne bénéficiant plus de son permis de construire, est voué à être démonté à l'automne 2021 selon la préfecture.